# Zwierzyniec (Wołomin)
Pour les articles homonymes, voir Zwierzyniec (homonymie).
Zwierzyniec (prononciation : [zvjɛˈʐɨɲɛt͡s]) est un village polonais situé dans la gmina de Radzymin dans le powiat de Wołomin et en voïvodie de Mazovie dans le centre-est de la Pologne.
Il se situe à environ 5 kilomètres au nord-est de Radzymin, 11 kilomètres au nord de Wołomin (siège du powiat), et à 31 kilomètres au nord-est de Varsovie (capitale de la Pologne).
Le village possède une population d'environ 170 habitants.

## Histoire
De 1975 à 1998, le village appartenait administrativement à la voïvodie de Varsovie.